# Muchoršibirskij rajon
Il Muchoršibirskij rajon (in russo Мухоршибирский район?) è un municipal'nyj rajon della Repubblica autonoma di Buriazia, nella Siberia. Istituito nel 1927, occupa una superficie di 4.532 chilometri quadrati, ospita una popolazione di circa 27.700 abitanti ed ha come capoluogo Muchoršibir'.

## Galleria d'immagini
Paesaggi del distretto Muchoršibirskij

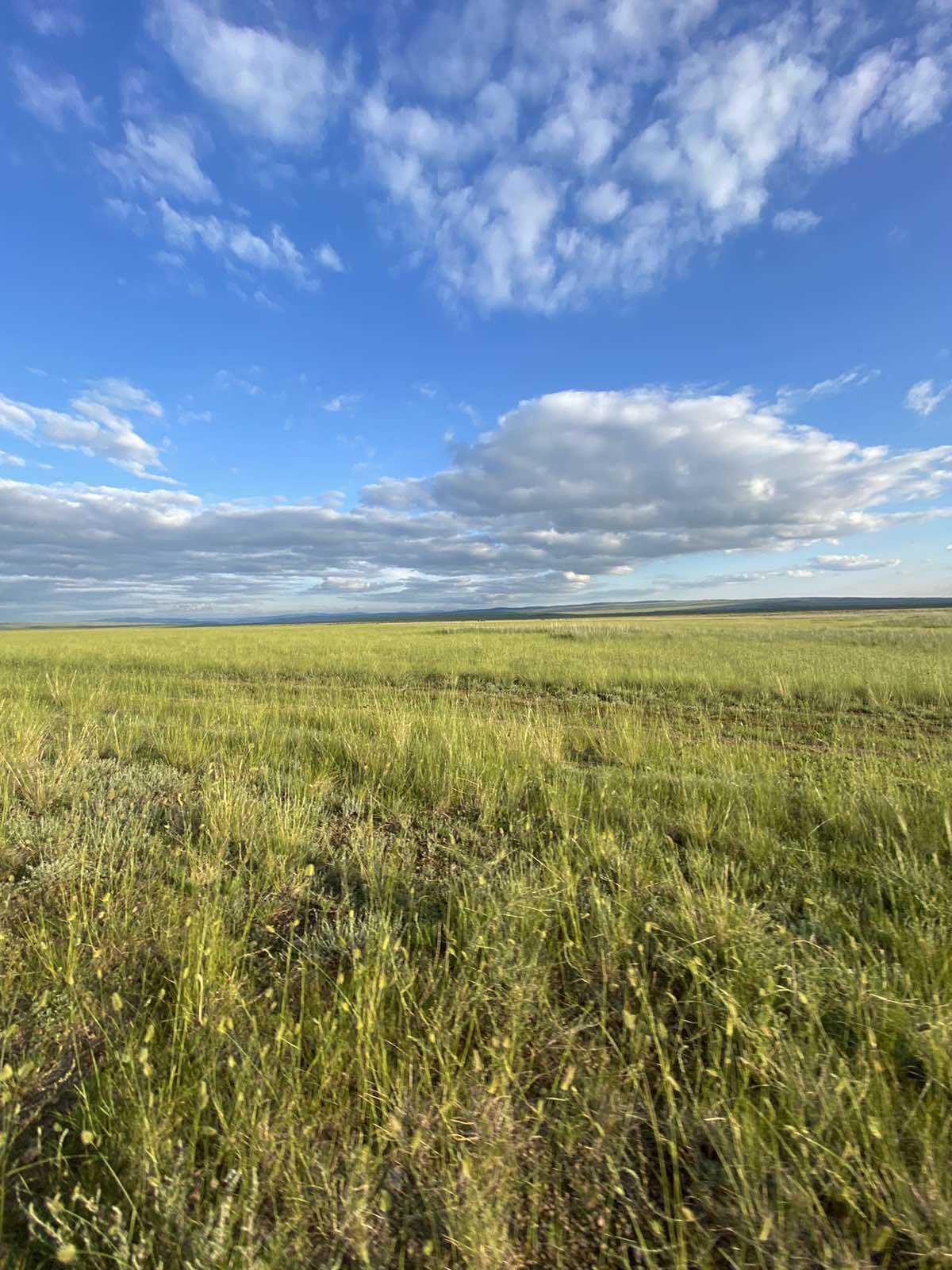
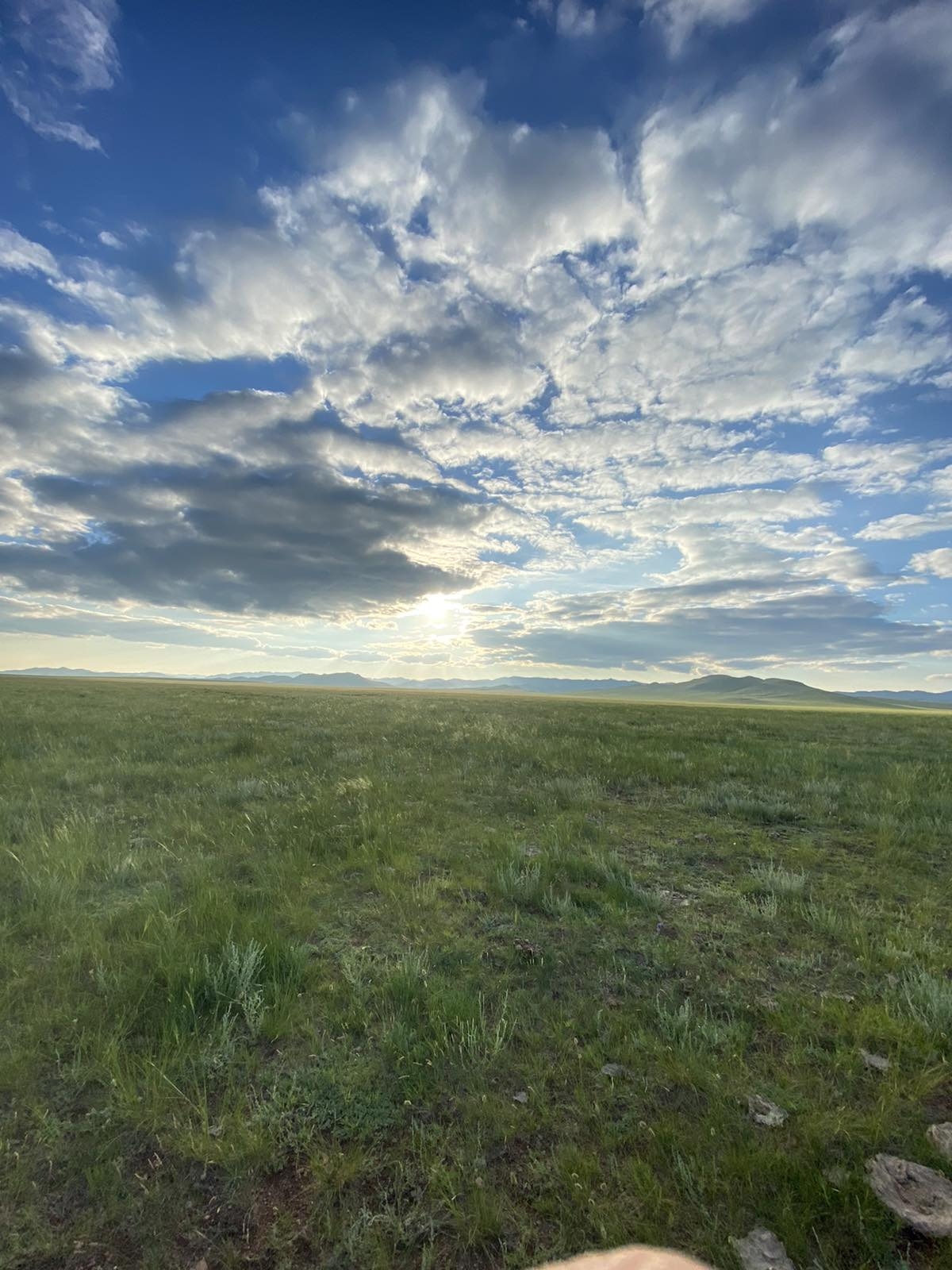
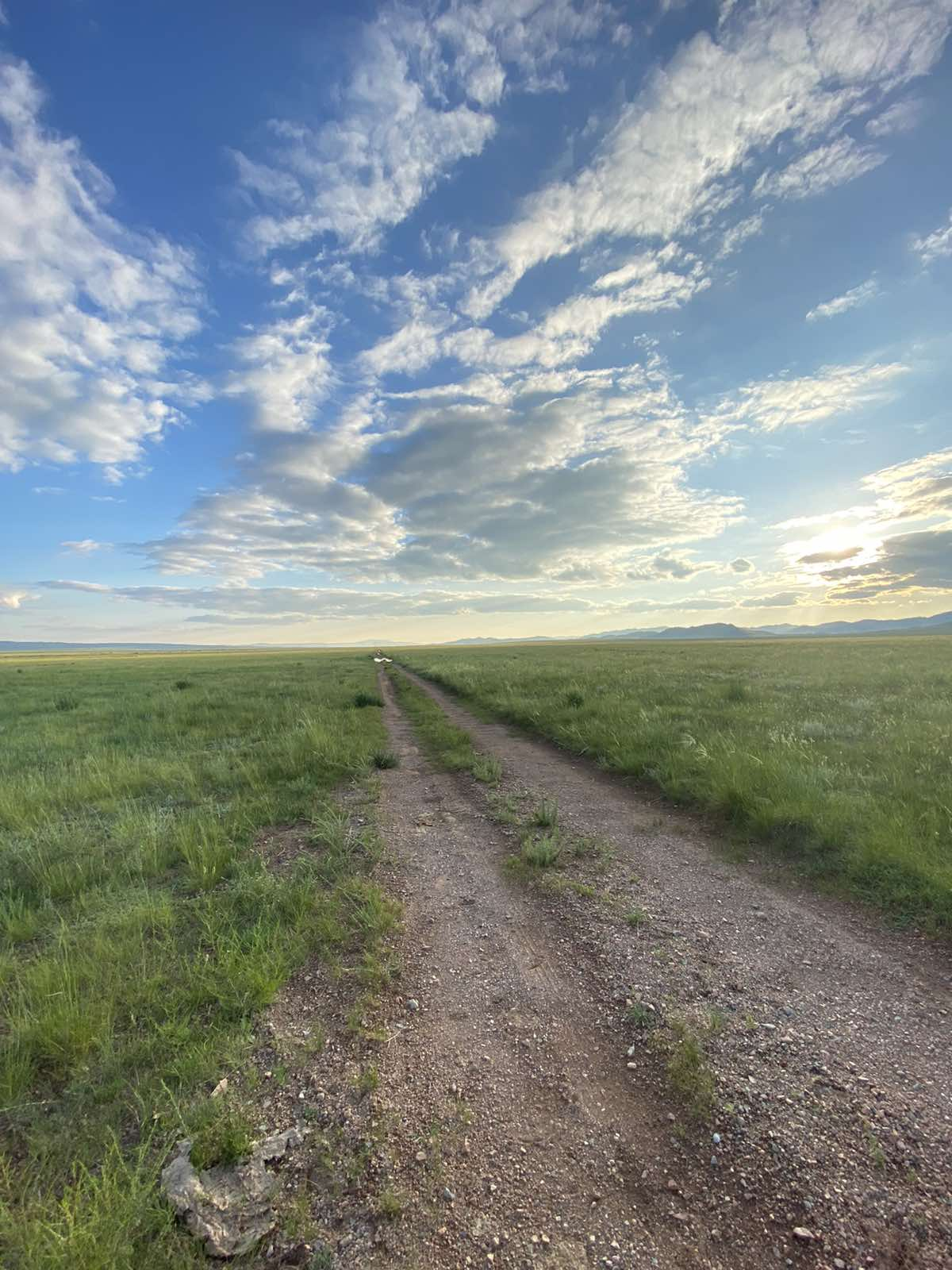